# Ліза Макші
Ліза Макші (англ. Lisa McShea; нар. 29 жовтня 1974) — колишня австралійська тенісистка.
Найвищу одиночну позицію світового рейтингу — 139 місце досягла 31 липня 2000, парну — 32 місце — 17 січня 2005 року.
Здобула 9 одиночних та 4 парні титули.
Найвищим досягненням на турнірах Великого шолома був чвертьфінал в парному розряді.
Завершила кар'єру 2006 року.

## Фінали турнірів WTA

### Парний розряд: 6 (4–2)
| Легенда           |
| ----------------- |
| Tier I (0–0)      |
| Tier II (0–0)     |
| Tier III (4–1)    |
| Tier IV & V (0–1) |

| Результат | W/L | Дата     | Турнір                                                     | Покриття | Партнерка         | Суперниці                            | Рахунок          |
| --------- | --- | -------- | ---------------------------------------------------------- | -------- | ----------------- | ------------------------------------ | ---------------- |
| Перемога  | 1–0 | Чер 2000 | Birmingham Classic, UK                                     | Трава    | Рейчел Макквіллан | Кара Блек Ірина Селютіна             | 6–3, 7–6(5)      |
| Поразка   | 1–1 | Січ 2004 | Richard Luton Properties Canberra International, Австралія | Тверде   | Каролін Денін     | Єлена Костанич-Тошич Клодін Шоль     | 6–4, 7–6(3)      |
| Перемога  | 2–1 | Бер 2004 | Abierto Mexicano TELCEL                                    | Ґрунт    | Мілагрос Секера   | Ольга Благотова Габріела Навратілова | 2–6, 7–6(5), 6–4 |
| Перемога  | 3–1 | Тра 2004 | Internationaux de Strasbourg, Франція                      | Ґрунт    | Мілагрос Секера   | Тіна Кріжан Катарина Среботнік       | 6–4, 6–1         |
| Поразка   | 3–2 | Чер 2004 | Birmingham Classic, UK                                     | Трава    | Мілагрос Секера   | Марія Кириленко Марія Шарапова       | 2–6, 1–6         |
| Перемога  | 4–2 | Чер 2004 | Rosmalen Grass Court Championships, Нідерланди             | Трава    | Мілагрос Секера   | Єлена Костанич-Тошич Клодін Шоль     | 7–6(3), 6–3      |

## Фінали ITF
| турніри $100,000 |
| турніри $75,000  |
| турніри $50,000  |
| турніри $25,000  |
| турніри $10,000  |

### Одиночний розряд: 18 (9–9)
| Результат | Ранг | Дата            | Турнір                       | Покриття   | Суперниця         | Рахунок          |
| --------- | ---- | --------------- | ---------------------------- | ---------- | ----------------- | ---------------- |
| Поразка   | 1.   | 10 жовтня 1993  | ITF Ібаракі, Японія          | Тверде (i) | Йосіда Юка        | 6–3, 2–6, 5–7    |
| Перемога  | 1.   | 31 жовтня 1993  | ITF Кіото, Японія            | Тверде     | Такума Кадзуе     | 6–3, 6–2         |
| Перемога  | 2.   | 1 травня 1994   | ITF Вокінг, Велика Британія  | Тверде     | Інгрід Курта      | 6–1, 6–4         |
| Перемога  | 3.   | 31 травня 1997  | ITF Бандаберг, Австралія     | Тверде     | Нанні де Вільєрс  | 6–4, 6–2         |
| Поразка   | 2.   | 14 березня 1998 | ITF Водонга, Австралія       | Трава      | Алісія Молік      | 3–6, 2–6         |
| Поразка   | 3.   | 3 травня 1998   | ITF Бандаберг, Австралія     | Ґрунт      | Мелісса Бідмен    | 4–6, 2–6         |
| Поразка   | 4.   | 10 травня 1998  | ITF Меріборо, Австралія      | Ґрунт      | Міра Раду         | 3–6, 4–6         |
| Поразка   | 5.   | 18 липня 1998   | ITF Фрінтон, Велика Британія | Трава      | Лусі Ал           | w/o              |
| Перемога  | 4.   | 11 жовтня 1998  | ITF Делбі, Австралія         | Тверде     | Дон Бут           | 7–6(7), 5–7, 6–2 |
| Перемога  | 5.   | 18 жовтня 1998  | ITF Куралбін, Австралія      | Тверде     | Сінді Вотсон      | 6–4, 5–7, 7–6    |
| Поразка   | 6.   | 28 лютого 1999  | ITF Бендіго, Австралія       | Тверде     | Керрі-Енн Г'юз    | 1–6, 6–4, 4–6    |
| Поразка   | 7.   | 7 березня 1999  | ITF Воррнамбул, Австралія    | Трава      | Керрі-Енн Г'юз    | 2–6, 6–7(6)      |
| Поразка   | 8.   | 10 березня 2002 | ITF Воррнамбул, Австралія    | Трава      | Ніколь Сьюелл     | 4–6, 6–3, 6–7(5) |
| Перемога  | 6.   | 17 березня 2002 | ITF Беналла, Австралія       | Трава      | Дінна Робертс     | 7–5, 4–6, 6–4    |
| Поразка   | 9.   | 24 березня 2002 | ITF Ярравонґа, Австралія     | Трава      | Беті Секуловскі   | 6–7(4), 6–1, 4–6 |
| Перемога  | 7.   | 31 березня 2002 | ITF Бендіго, Австралія       | Трава      | Свеня Вайдеманн   | 6–1, 6–4         |
| Перемога  | 8.   | 16 березня 2003 | ITF Беналла, Австралія       | Трава      | Сара Борвелл      | 6–1, 6–4         |
| Перемога  | 9.   | 30 березня 2003 | ITF Олбері, Австралія        | Трава      | Напапорн Тонгсалі | 6–2, 6–3         |

### Парний розряд: 84 (56–28)
| Результат | Ранг | Дата              | Турнір                         | Покриття   | Партнерка                  | Суперниці                             | Рахунок              |
| --------- | ---- | ----------------- | ------------------------------ | ---------- | -------------------------- | ------------------------------------- | -------------------- |
| Поразка   | 1.   | 20 квітня 1992    | ITF Ноттінгем, Велика Британія | Тверде     | Емі Делоун                 | Мелані Бернард Керолайн Ділайл        | 3–6, 5–7             |
| Перемога  | 2.   | 27 квітня 1992    | ITF Шеффілд, Велика Британія   | Ґрунт      | Емі Делоун                 | Аманда Еванс Світлана Пархоменко      | 6–4, 6–1             |
| Поразка   | 3.   | 28 вересня 1992   | ITF Ібаракі, Японія            | Тверде     | Емі Делоун                 | Хосокі Юко Кадзімута Наоко            | 3–6, 2–2 ret.        |
| Поразка   | 4.   | 28 червня 1993    | ITF Велп, Нідерланди           | Ґрунт      | Майя Авотінс               | Мартіна Гаутова Ленка Немечкова       | 5–7, 5–7             |
| Поразка   | 5.   | 12 липня 1993     | ITF Фрінтон, Велика Британія   | Трава      | Майя Авотінс               | Наталія Єгорова Світлана Пархоменко   | 6–4, 2–6, 6–7        |
| Поразка   | 6.   | 2 серпня 1993     | ITF Норфолк, США               | Тверде     | Майя Авотінс               | Сенді Шуріфонґ Ванесса Вебб           | 6–7, 4–6             |
| Поразка   | 7.   | 10 жовтня 1993    | ITF Ібаракі, Японія            | Тверде (i) | Майя Авотінс               | Мотідзукі Хіроко Танака Юка           | 6–4, 3–6, 6–7        |
| Перемога  | 8.   | 31 жовтня 1993    | ITF Кіото, Японія              | Тверде     | Майя Авотінс               | Ендо Мана Янагі Масако                | 7–6(5), 7–5          |
| Перемога  | 9.   | 15 листопада 1993 | ITF Порт-Пірі, Австралія       | Тверде     | Ванесса Вебб               | Тіна Кріжан Ева Мартінцова            | 7–6(5), 6–3          |
| Перемога  | 10.  | 25 квітня 1994    | ITF Вокінг, Велика Британія    | Тверде     | Аннабел Еллвуд             | Шеннон Пітерс Кароліне Стассен        | 3–6, 6–4, 6–0        |
| Перемога  | 11.  | 9 березня 1996    | ITF Воррнамбул, Австралія      | Трава      | Джоанн Ліммер              | Гейл Біггс Нікол Уменс                | 6–7(6), 6–3, 6–3     |
| Поразка   | 12.  | 16 березня 1996   | ITF Вікторія, Австралія        | Килим (i)  | Джоанн Ліммер              | Труді Мусгрейв Джейн Тейлор           | 4–6, 7–5, 4–6        |
| Поразка   | 13.  | 31 березня 1996   | ITF Олбері, Австралія          | Трава      | Джоанн Ліммер              | Труді Мусгрейв Джейн Тейлор           | 0–6, 3–6             |
| Поразка   | 14.  | 23 червня 1996    | ITF Пічтрі, США                | Тверде     | Джоанн Ліммер              | Еріка Адамс Ніно Луарсабішвілі        | 3–6, 6–7(4)          |
| Перемога  | 15.  | 7 липня 1996      | ITF Вільямсбург, США           | Тверде     | Джоанн Ліммер              | Аня Блешинскі Каті Шлукебір           | 6–1, 6–1             |
| Перемога  | 16.  | 14 липня 1996     | ITF Істон, США                 | Тверде     | Джоанн Ліммер              | Одра Бреннон Крістін Осмонд           | 7–5, 6–2             |
| Перемога  | 17.  | 13 жовтня 1996    | ITF Ібаракі, Японія            | Тверде     | Гейл Біггс                 | Наґатомі Кейко Танака Юка             | 7–5, 6–3             |
| Перемога  | 18.  | 20 жовтня 1996    | ITF Куґаяма, Японія            | Тверде     | Гейл Біггс                 | Наґатомі Кейко Ядзава Кійоко          | 6–0, 6–2             |
| Поразка   | 19.  | 28 жовтня 1996    | ITF Кіото, Японія              | Килим (i)  | Гейл Біггс                 | Наґатомі Кейко Танака Юка             | 6–7(4), 6–2, 2–6     |
| Перемога  | 20.  | 10 листопада 1996 | ITF Маунт-Гамбір, Австралія    | Тверде     | Джоанн Ліммер              | Кетрін Берклей Кіррілі Шарп           | 6–4, 2–6, 7–5        |
| Поразка   | 21.  | 17 листопада 1996 | ITF Порт-Пірі, Австралія       | Тверде     | Джоанн Ліммер              | Кетрін Берклей Кіррілі Шарп           | 6–7(5), 6–7(6)       |
| Поразка   | 22.  | 15 грудня 1996    | ITF Гоуп-Айленд, Австралія     | Тверде     | Джоанн Ліммер              | Кетрін Берклей Керрі-Енн Г'юз         | 4–6, 4–6             |
| Поразка   | 23.  | 9 березня 1997    | ITF Воррнамбул, Австралія      | Трава      | Джоанн Ліммер              | Нанні де Вільєрс Ширлі-Енн Сіддалл    | 4–6, 6–4, 6–7(5)     |
| Перемога  | 24.  | 26 квітня 1997    | ITF Делбі, Австралія           | Тверде     | Нанні де Вільєрс           | Дженні-Енн Фетч Рені Рід              | 6–0, 6–3             |
| Перемога  | 25.  | 3 травня 1997     | ITF Куралбін, Австралія        | Тверде     | Нанні де Вільєрс           | Дженні-Енн Фетч Рені Рід              | 6–7(4), 6–1, 6–3     |
| Перемога  | 26.  | 10 травня 1997    | ITF Гоуп-Айленд, Австралія     | Тверде     | Нанні де Вільєрс           | Дженні Енн Фетч Рені Рід              | 6–4, 6–4             |
| Поразка   | 27.  | 17 травня 1997    | ITF Кебулчер, Австралія        | Ґрунт      | Нанні де Вільєрс           | Асагое Сінобу Бенджамас Сангарам      | 4–6, 5–7             |
| Поразка   | 28.  | 24 травня 1997    | ITF Гімпі, Австралія           | Ґрунт      | Нанні де Вільєрс           | Асагое Сінобу Бенджамас Сангарам      | 7–5, 3–6, 3–6        |
| Перемога  | 29.  | 31 травня 1997    | ITF Бандаберг, Австралія       | Ґрунт      | Нанні де Вільєрс           | Асагое Сінобу Бенджамас Сангарам      | 4–6, 6–1, 6–1        |
| Перемога  | 30.  | 7 червня 1997     | ITF Іпсвіч, Австралія          | Ґрунт      | Нанні де Вільєрс           | Асагое Сінобу Бенджамас Сангарам      | 6–4, 3–6, 7–5        |
| Перемога  | 31.  | 13 липня 1997     | ITF Істон, США                 | Тверде     | Нанні де Вільєрс           | Марісса Кетлін Карін Міллер           | 6–0, 3–6, 6–2        |
| Перемога  | 32.  | 17 серпня 1997    | ITF Бронкс, США                | Тверде     | Рейчел Макквіллан          | Ширлі-Енн Сіддалл Лорна Вудрофф       | 6–2, 6–1             |
| Перемога  | 33.  | 5 жовтня 1997     | ITF Санта-Клара, США           | Тверде     | Нанні де Вільєрс           | Рейчел Макквіллан Нана Міяґі          | 7–6(3), 7–6(5)       |
| Поразка   | 34.  | 19 жовтня 1997    | ITF Індіан-Веллс, США          | Тверде     | Нанні де Вільєрс           | Крістін Кунс Рейчел Макквіллан        | 5–7, 4–6             |
| Перемога  | 35.  | 23 листопада 1997 | ITF Порт-Пірі, Австралія       | Тверде     | Нанні де Вільєрс           | Александра Ольша Джессіка Стек        | 6–4, 6–3             |
| Поразка   | 36.  | 30 листопада 1997 | ITF Нуріоотпа, Австралія       | Тверде     | Нанні де Вільєрс           | Кетрін Берклей Керрі-Енн Г'юз         | 3–6, 5–7             |
| Перемога  | 37.  | 2 березня 1998    | ITF Воррнамбул, Австралія      | Трава      | Алісія Молік               | Гейл Біггс Шеллі Стефенс              | 6–3, 6–1             |
| Перемога  | 38.  | 14 березня 1998   | ITF Водонга, Австралія         | Трава      | Алісія Молік               | Гелен Крук Вікторія Девіс             | 6–4, 6–4             |
| Перемога  | 39.  | 23 березня 1998   | ITF Канберра, Австралія        | Килим (i)  | Алісія Молік               | Мелісса Бідмен Бріанн Стюарт          | 7–6(5), 6–7(11), 7–5 |
| Перемога  | 40.  | 27 березня 1998   | ITF Корова, Австралія          | Трава      | Алісія Молік               | Хотта Томое Моніка Машталіржова       | 6–0, 6–0             |
| Перемога  | 41.  | 27 квітня 1998    | ITF Кебулчер, Австралія        | Ґрунт      | Моніка Машталіржова        | Мелісса Бідмен Бріанн Стюарт          | 2–6, 7–6(5), 7–5     |
| Перемога  | 42.  | 10 травня 1998    | ITF Меріборо, Австралія        | Ґрунт      | Моніка Машталіржова        | Сувімол Дуанчань Марісса Нірой        | 6–4, 6–0             |
| Перемога  | 43.  | 11 липня 1998     | ITF Філікстоу, Велика Британія | Трава      | Труді Мусгрейв             | Лусі Ал Аманда Вейнрайт               | 6–4, 7–6(4)          |
| Поразка   | 44.  | 26 липня 1998     | ITF Дублін, Ірландія           | Килим      | Труді Мусгрейв             | Кірстін Фрає Алісія Ортуньйо          | w/o                  |
| Перемога  | 45.  | 11 жовтня 1998    | ITF Делбі, Австралія           | Тверде     | Труді Мусгрейв             | Дон Бут Кайлі Гант                    | 4–6, 7–5, 6–4        |
| Перемога  | 46.  | 18 жовтня 1998    | ITF Куралбін, Австралія        | Тверде     | Труді Мусгрейв             | Гейл Біггс Шеллі Стефенс              | 6–3, 7–6(5)          |
| Поразка   | 47.  | 25 жовтня 1998    | ITF Голд-Кост, Австралія       | Тверде     | Труді Мусгрейв             | Кетрін Берклей Керрі-Енн Г'юз         | 4–6, 2–6             |
| Перемога  | 48.  | 28 лютого 1999    | ITF Бендіго, Австралія         | Тверде     | Керрі-Енн Г'юз             | Труді Мусгрейв Сінді Вотсон           | 6–4, 6–1             |
| Поразка   | 49.  | 18 квітня 1999    | ITF Лас-Вегас, США             | Тверде     | Хіракі Ріка                | Еріка Делоун Аннабел Еллвуд           | 6–7, 2–6             |
| Перемога  | 50.  | 3 травня 1999     | ITF Сарасота, США              | Ґрунт      | Аннабел Еллвуд             | Рената Колбовіч Карін Міллер          | 7–5, 7–6(3)          |
| Перемога  | 51.  | 1 серпня 1999     | ITF Солт-Лейк-Сіті, США        | Тверде     | Рейчел Макквіллан          | Аннабел Еллвуд Соня Джеясілан         | 6–3, 4–6, 6–3        |
| Перемога  | 52.  | 10 жовтня 1999    | ITF Делбі, Австралія           | Тверде     | Керрі-Енн Г'юз             | Кайлі Гант Вінне Пракуся              | 6–3, 5–7, 6–4        |
| Перемога  | 53.  | 17 жовтня 1999    | ITF Квінсленд, Австралія       | Тверде     | Керрі-Енн Г'юз             | Алісія Молік Бріанн Стюарт            | 6–1, 3–6, 7–5        |
| Перемога  | 54.  | 24 жовтня 1999    | ITF Голд-Кост, Австралія       | Тверде     | Керрі-Енн Г'юз             | Хіракі Ріка Труді Мусгрейв            | 6–2, 6–3             |
| Перемога  | 55.  | 5 грудня 1999     | ITF Порт-Пірі, Австралія       | Тверде     | Керрі-Енн Г'юз             | Ева Мартінцова Алена Вашкова          | 6–4, 6–1             |
| Перемога  | 56.  | 23 квітня 2000    | ITF Фресно, США                | Тверде     | Рейчел Макквіллан          | Еві Домінікович Аманда Грем           | 6–4, 6–4             |
| Поразка   | 57.  | 7 травня 2000     | ITF Вірджинія-Біч, США         | Тверде     | Джессіка Стек              | Дон Бут Машона Вашінгтон              | 6–1, 3–6, 6–7(2)     |
| Перемога  | 58.  | 16 липня 2000     | ITF Пічтрі, США                | Тверде     | Дон Бут                    | Еллісон Бредшоу Абігейл Спірс         | 2–6, 6–4, 6–4        |
| Поразка   | 59.  | 17 липня 2000     | ITF Мава, США                  | Тверде     | Ірина Селютіна             | Еві Домінікович Нірупама Санджив      | 4–6, 4–6             |
| Перемога  | 60.  | 30 липня 2000     | ITF Солт-Лейк-Сіті, США        | Тверде     | Селютіна Ірина Геннадіївна | Саманта Рівз Джессіка Стек            | w/o                  |
| Перемога  | 61.  | 24 вересня 2000   | ITF Керкленд, США              | Тверде     | Каті Шлукебір              | Еллісон Бредшоу Абігейл Спірс         | 3–6, 6–2, 6–3        |
| Поразка   | 62.  | 2 жовтня 2000     | ITF Альбукерке, США            | Тверде     | Нірупама Санджив           | Брі Ріппнер Олена Татаркова           | 4–6, 4–6             |
| Перемога  | 63.  | 15 жовтня 2000    | ITF Мірамар, США               | Ґрунт      | Лізель Губер               | Россана де лос Ріос Саманта Рівз      | 5–3, 4–1, 4–1        |
| Поразка   | 64.  | 26 листопада 2000 | ITF Нуріоотпа, Австралія       | Тверде     | Рейчел Макквіллан          | Нанні де Вільєрс Аннабел Еллвуд       | 6–7(1), 3–6          |
| Перемога  | 65.  | 8 квітня 2001     | ITF Вест-Палм-Біч, США         | Ґрунт      | Рейчел Макквіллан          | Хіракі Ріка Нана Міяґі                | 6–3, 6–3             |
| Перемога  | 66.  | 15 квітня 2001    | ITF Колумбус, США              | Тверде (i) | Селютіна Ірина Геннадіївна | Аманда Огастус Сара Тейлор            | 6–1, 7–5             |
| Перемога  | 67.  | 22 квітня 2001    | ITF Аллентаун, США             | Тверде (i) | Селютіна Ірина Геннадіївна | Аманда Огастус Зузана Лешенарова      | 7–5, 6–3             |
| Перемога  | 68.  | 15 липня 2001     | ITF Колледж-Парк, США          | Тверде     | Нана Міяґі                 | Дон Бут Ванесса Вебб                  | 6–1, 6–4             |
| Перемога  | 69.  | 22 липня 2001     | ITF Мава, США                  | Тверде     | Нана Міяґі                 | Дон Бут Ванесса Вебб                  | 6–1, 3–6, 6–2        |
| Перемога  | 70.  | 5 серпня 2001     | ITF Лексінгтон, США            | Тверде     | Нана Міяґі                 | Джулія Дітті Мілагрос Секера          | 6–0, 6–4             |
| Поразка   | 71.  | 30 вересня 2001   | ITF Альбукерке, США            | Тверде     | Нана Міяґі                 | Марісса Ірвін Каті Шлукебір           | 4–6, 6–1, 4–6        |
| Перемога  | 72.  | 15 жовтня 2001    | ITF Кернс, Австралія           | Тверде     | Труді Мусгрейв             | Mariëlle Hoogland Зузана Валекова     | 6–4, 6–3             |
| Перемога  | 73.  | 28 жовтня 2001    | ITF Гоум-Гілл, Австралія       | Тверде     | Труді Мусгрейв             | Беті Секуловскі Ніколь Сьюелл         | 7–5, 6–4             |
| Перемога  | 74.  | 29 жовтня 2001    | ITF Маккай, Австралія          | Тверде     | Труді Мусгрейв             | Mariëlle Hoogland Зузана Валекова     | 6–2, 6–3             |
| Перемога  | 75.  | 18 листопада 2001 | ITF Порт-Пірі, Австралія       | Тверде     | Труді Мусгрейв             | Чон Мі Ра Kim Eun-ha                  | 7–5, 6–4             |
| Перемога  | 76.  | 6 квітня 2002     | ITF Джексон, США               | Ґрунт      | Крістіна Вілер             | Хісела Дулко Мілагрос Секера          | 6–2, 6–4             |
| Поразка   | 77.  | 28 липня 2002     | ITF Лексінгтон, США            | Тверде     | Рейчел Макквіллан          | Нана Міяґі Селютіна Ірина Геннадіївна | 7–6(2), 2–6, 5–7     |
| Перемога  | 78.  | 22 вересня 2002   | ITF Колумбус, США              | Тверде     | Селютіна Ірина Геннадіївна | Терін Ешлі Ешлі Гарклроуд             | w/o                  |
| Поразка   | 79.  | 15 квітня 2003    | ITF Джексон, США               | Ґрунт      | Крістіна Вілер             | Терін Ешлі Абігейл Спірс              | 1–6, 3–6             |
| Поразка   | 80.  | 5 травня 2003     | ITF Сі-Айленд, США             | Ґрунт      | Крістіна Вілер             | Дженніфер Расселл Джессіка Ленгофф    | 3–6, 4–6             |
| Перемога  | 81.  | 13 липня 2003     | ITF Колледж-Парк, США          | Тверде     | Дженніфер Расселл          | Крістіна Бранді Кім Грант             | 6–2, 4–6, 7–5        |
| Перемога  | 82.  | 3 серпня 2003     | ITF Луїсвілл, США              | Тверде     | Джулія Дітті               | Терін Ешлі Шенай Перрі                | 7–6(4), 6–7(5), 6–3  |
| Перемога  | 83.  | 23 листопада 2003 | ITF Нуріоотпа, Австралія       | Тверде     | Труді Мусгрейв             | Бріанн Стюарт Саманта Стосур          | 4–6, 6–3, 7–5        |
| Перемога  | 84.  | 25 квітня 2004    | ITF Дотан, США                 | Ґрунт      | Мілагрос Секера            | Пен Шуай Сє Яньцзе                    | 6–7(6), 6–4, 6–2     |

## Виступи в Кубку Федерації
| Результат | Дата          | Розіграш                    | Збірна суперниць | Покриття   | Партнерка      | Суперниці                           | Рахунок       |
| --------- | ------------- | --------------------------- | ---------------- | ---------- | -------------- | ----------------------------------- | ------------- |
| Перемога  | 11 липня 2004 | Плей-оф світової групи 2004 | Таїланд          | Тверде (i) | Крістіна Вілер | Монтіні Тангпхонг Напапорн Тонгсалі | 4–6, 6–3, 7–5 |